# Province de Lérida
Pour les articles homonymes, voir Lérida (homonymie).
La province de Lérida (officiellement Provincia de Lleida ; en espagnol : Provincia de Lérida ; en catalan : Província de Lleida ; en occitan : Provincia de Lhèida) est une province de la communauté autonome de Catalogne, dans le Nord-Est de l'Espagne. Sa capitale est la ville de Lérida.

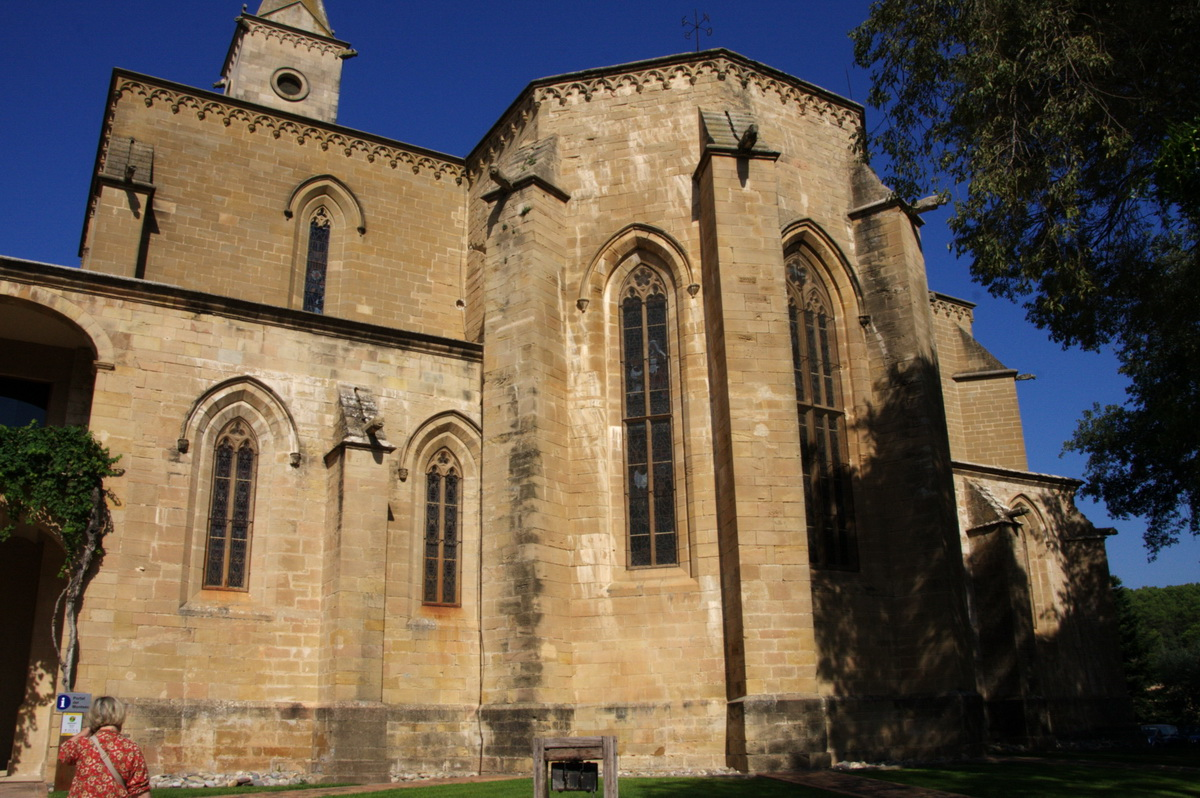
Monastère de Santa Maria de Bellpuig de les Avellanes.

## Géographie
La province de Lérida est limitée à l'est par les provinces de Gérone et de Barcelone, au sud par celle de Tarragone, à l'ouest par celles de Huesca et de Saragosse, toutes deux situées dans la communauté autonome d'Aragon. Au nord, elle est frontalière de l'Andorre et des départements des Pyrénées-Orientales (sur environ 1,5 km entre la Portella Blanca d'Andorra et le Pic de Calm Colomer (ca)), l'Ariège et de la Haute-Garonne, en France. Avec 12 150 km2, elle est la plus vaste des quatre provinces de la communauté autonome de Catalogne.

## Nom
La forme catalane Lleida est l'unique nom officiel de la province depuis 1992. Le nom de la province en espagnol est Lérida, dénomination historique recommandée par l'Académie royale espagnole, et réservée aux textes pédagogiques rédigés dans cette langue.

## Subdivisions

### Comarques
La province est subdivisée en 12 comarques :
| Comarques              | Comarques      | Population (hab.) | Surface (km²) | Chef-lieu           |
| nom catalan ou occitan | nom espagnol   | Population (hab.) | Surface (km²) | Chef-lieu           |
| ---------------------- | -------------- | ----------------- | ------------- | ------------------- |
| Alt Urgell             | Alto Urgel     | 20 315            | 1 447,5       | La Seu d'Urgell     |
| Alta Ribagorça         | Alta Ribagorza | 3 796             | 426,9         | El Pont de Suert    |
| Garrigues              | Garrigas       | 19 210            | 797,6         | Les Borges Blanques |
| Noguera                | Noguera        | 36 394            | 1 784,1       | Balaguer            |
| Pallars Jussà          | Pallars Jussá  | 12 712            | 1 343,1       | Tremp               |
| Pallars Sobirà         | Pallars Sobirá | 6 666             | 1 377,9       | Sort                |
| Pla d'Urgell           | Pla d'Urgell   | 31 757            | 305,1         | Mollerussa          |
| Segarra                | Segarra        | 20 166            | 722,8         | Cervera             |
| Segrià                 | Segriá         | 176 618           | 1 396,7       | Lleida              |
| Solsonès               | Solsonés       | 12 297            | 1 001,2       | Solsona             |
| Urgell                 | Urgel          | 33 038            | 579,7         | Tàrrega             |
| Val d'Aran             | Valle de Arán  | 8 832             | 633,6         | Vielha              |

### Districts judiciaires
- Tremp
- Balaguer
- Cervera
- Lleida
- La Seu d'Urgell
- Vielha
- Solsona

### Communes
La province compte 231 communes, dont les principales sont (chiffres de 2005) :
| Commune (nom officiel)   | Population (hab.) |
| (ca) Lleida (Lérida)     | 124 709           |
| (ca) Balaguer            | 15 281            |
| (ca) Tàrrega             | 14 810            |
| (ca) La Seu d'Urgell     | 12 317            |
| (ca) Mollerussa          | 11 829            |
| (ca) Cervera             | 8 942             |
| (ca) Solsona             | 8 571             |
| (ca) Almacelles          | 6 056             |
| (ca) Les Borges Blanques | 5 519             |
| (ca) Agramunt            | 5 355             |
| (ca) Tremp               | 5 286             |
| (ca) Alcarràs            | 5 241             |
| (oc) Vielha e Mijaran    | 5 020             |

## Culture populaire
- Le film Nos soleils de Carla Simón, lauréat de l'Ours d'or de la 72e Berlinale en 2022, premier film en catalan à recevoir ce prix cinématographique[2], est tourné à Alcarràs dans la comarque du Segrià[3].

## Personnalités liées à la province

### Histoire de l'art
La région est célèbre dans l'histoire de l'art pour être le théâtre du voyage à Gósol de Pablo Picasso, qui a une importance majeure dans la création artistique de l'artiste qui y séjourne durant l'été 1906 avec sa compagne Fernande Olivier.

### Seconde Guerre mondiale
La région a vu naître de grands résistants de la Seconde Guerre mondiale, comme le président Lluís Companys (né en 1882 à El Tarròs, aujourd'hui Tornabous), Manuel Bergés i Arderiu (né à Linyola en 1910), ou encore Conchita Ramos (née à La Torre de Cabdella en 1925), dont les mémoires sont honorées, notamment par des hommages officiels en France.

### Politique
- Conxita Marsol Riart, née en 1960 à Artesa de Segre, femme politique andorrane.